# Kevin Long
Kevin Finbarr Long (ur. 18 sierpnia 1990 w Corku) – irlandzki piłkarz występujący na pozycji obrońcy w Toronto FC.